# American Basketball League
Pour les articles homonymes, voir ABL.
L'American Basketball League est la première ligue de basket-ball professionnel fondée aux États-Unis dès 1925. Elle reste en activité jusqu'en 1953.

## Palmarès
- 1925-1926 : Rosenblums de Cleveland 3-0 Arcadians de Brooklyn
- 1926-1927 : Original Celtics de Brooklyn 3-0 Rosenblums de Cleveland
- 1927-1928 : Celtics de New York 3-1 Hoosiers de Fort Wayne
- 1928-1929 : Rosenblums de Cleveland 4-0 Hoosiers de Fort Wayne
- 1929-1930 : Rosenblums de Cleveland 4-1 Centrals de Rochester
- 1930-1931 : Brooklyn Visitations 4-2 Hoosiers de Fort Wayne
- 1931-1932 : pas de championnat
- 1932-1933 : pas de championnat
- 1933-1934 : Sphas de Philadelphie 4-2 Moose de Trenton
- 1934-1935 : Visitations de Brooklyn 3-2 Jewels de New York
- 1935-1936 : Sphas de Philadelphie 4-3 Visitations de Brooklyn
- 1936-1937 : Sphas de Philadelphie 4-3 Reds de Jersey
- 1937-1938 : Reds de Jersey 4-2 Jewels de New York
- 1938-1939 : Jewels de New York 3-0 Reds de Jersey
- 1939-1940 : Sphas de Philadelphie 1-0 Washington Heurichs
- 1940-1941 : Sphas de Philadelphie 3-1 Celtics de Brooklyn
- 1941-1942 : Bombers de Wilmington
- 1942-1943 : Sphas de Philadelphie 4-3 Tigers de Trenton
- 1943-1944 : Bombers de Wilmington 4-3 Sphas de Philadelphie
- 1944-1945 : Sphas de Philadelphie 2-1 Bullets de Baltimore
- 1945-1946 : Bullets de Baltimore 3-1 Sphas de Philadelphie
- 1946-1947 : Tigers de Trenton par forfait des Bullets de Baltimore
- 1947-1948 : Barons de Wilkes-Barre 2-1 Crescents de Paterson
- 1948-1949 : Barons de Wilkes-Barre 3-2 Miners de Scranton
- 1949-1950 : Miners de Scranton 1-0 Aer-A-Sols de Bridgeport
- 1950-1951 : Miners de Scranton 1-0 Barons de Wilkes-Barre
- 1951-1952 : Barons de Wilkes-Barre 1-0 Miners de Scranton
- 1952-1953 : British-Americans de Manchester 1-0 Barons de Wilkes-Barre